# Episodi de L'eredità dei Guldenburg (seconda stagione)
La seconda stagione della serie televisiva L'eredità dei Guldenburg è stata trasmessa in anteprima in Germania dalla ZDF tra il 2 dicembre 1989 e il 17 febbraio 1990.
| nº | Titolo originale        | Titolo italiano | Prima TV Germania | Prima TV Italia |
| -- | ----------------------- | --------------- | ----------------- | --------------- |
| 1  | Der neue Mann           |                 | 2 dicembre 1989   |                 |
| 2  | Die heimliche Hochzeit  |                 | 2 dicembre 1989   |                 |
| 3  | Die schlechte Freundin  |                 | 9 dicembre 1989   |                 |
| 4  | Der berühmte Gast       |                 | 16 dicembre 1989  |                 |
| 5  | Der falsche Moment      |                 | 23 dicembre 1989  |                 |
| 6  | Der traurige Abschied   |                 | 30 dicembre 1989  |                 |
| 7  | Der unfreiwillige Vater |                 | 6 gennaio 1990    |                 |
| 8  | Die große Enttäuschung  |                 | 13 gennaio 1990   |                 |
| 9  | Die schöne Illusion     |                 | 20 gennaio 1990   |                 |
| 10 | Das gleiche Boot        |                 | 27 gennaio 1990   |                 |
| 11 | Die krumme Tour         |                 | 3 febbraio 1990   |                 |
| 12 | Die große Show          |                 | 10 febbraio 1990  |                 |
| 13 | Das späte Glück         |                 | 17 febbraio 1990  |                 |